# Tranås Tidning

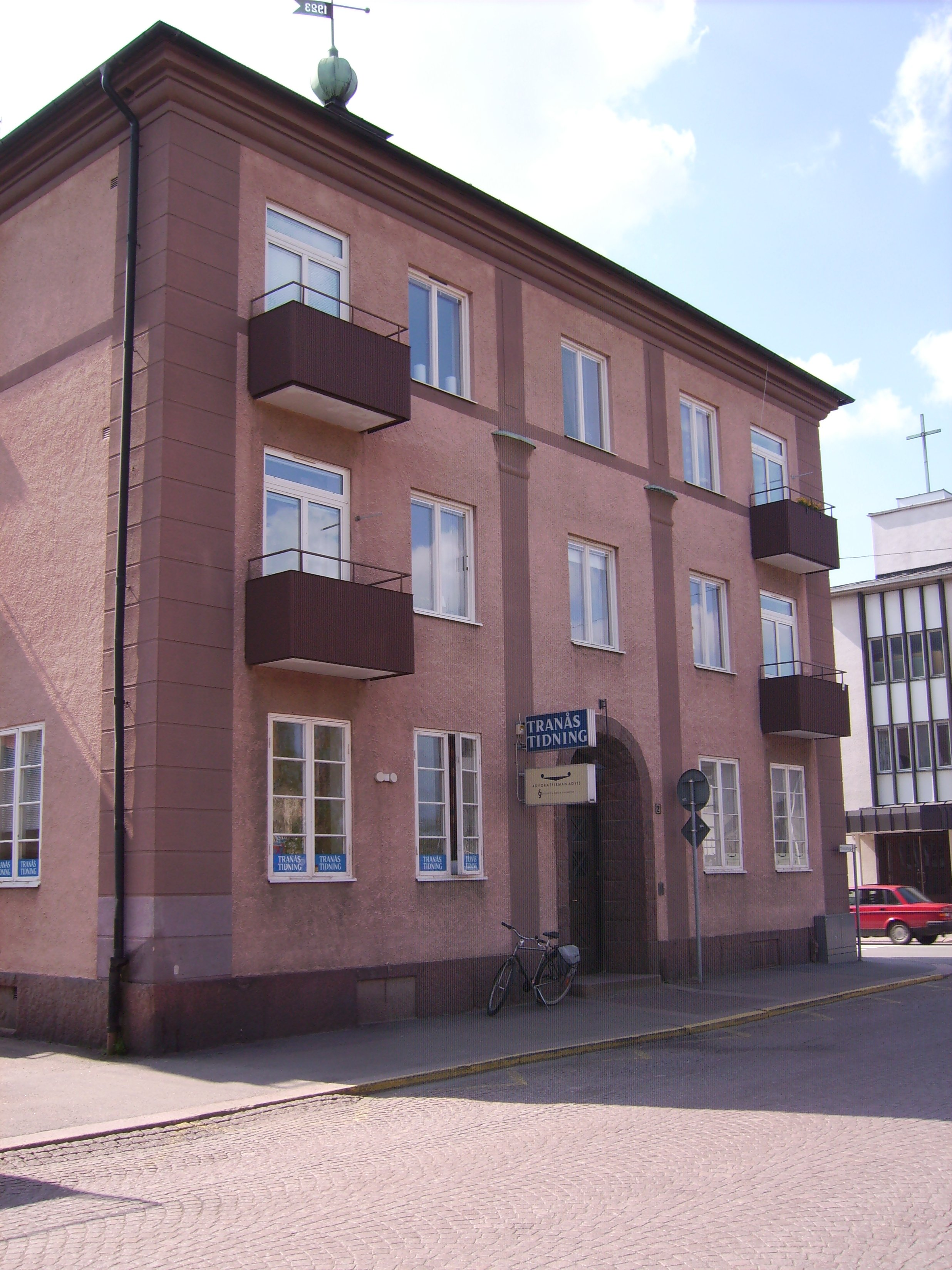
Tranås Tidnings redaktionslokaler i Tranås

Tranås Tidning är en oberoende liberal tredagarstidning med nyheter dygnet runt på tranastidning.se i Tranås. Tidningen grundadades 1891 och köptes som tredje edition upp av Smålands-Tidningen 1940. Idag ingår tidningen i Bonnier News Local och SmT-gruppen tillsammans med Smålands-Tidningen och Vetlanda-Posten och Smålands Dagblad. Tranås Tidning driver nyhetssajten tranastidning.se Chefredaktör och ansvarig utgivare är Johan Hedberg.
Tidningens spridningsområde är Tranås, Aneby och Ydre kommuner.

## Kort om tidningen Utgivningsort: Tranås
- Tidningstyp: Morgontidning
- Utgivningsdagar:  tisdag-torsdag-lördag
- Format: Tabloid
- A-Region: 12 - Tranås, Aneby och Ydre kommun
- Antal läsare: 13 000 (Orvesto Konsument 2021)
- Upplaga: 3 300 (Tidningsstatistik AB 2021)